# Svájci-fennsík

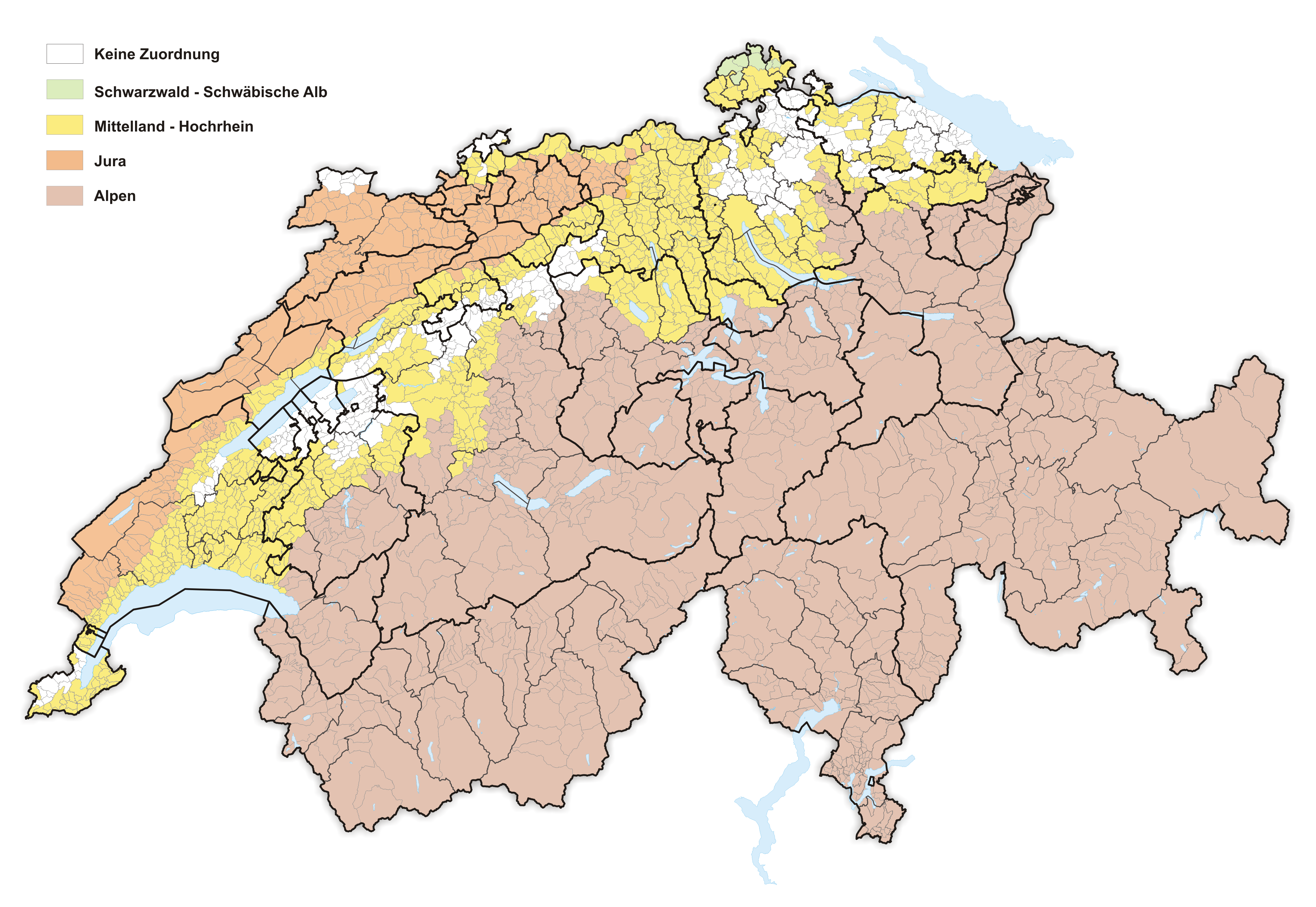
Svájci-fennsík (sárga)

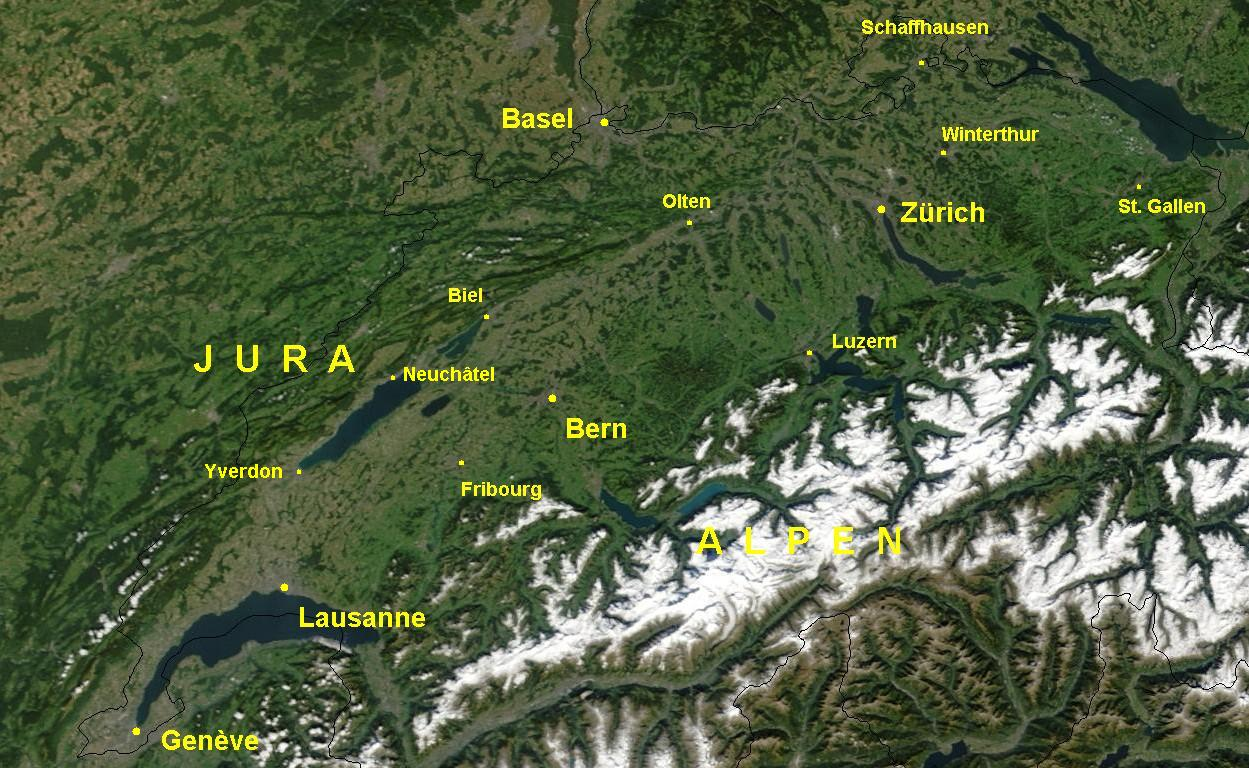
Svájci-fennsík műholdról

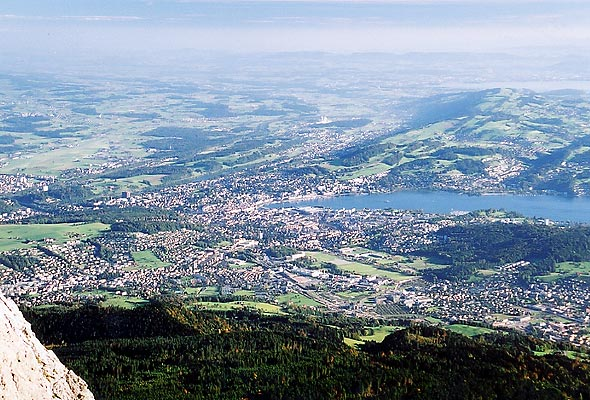
A fennsík képe a Pilatusról

A Svájci-fennsík (franciául: Plateau suisse, németül: Schweizer Mittelland) vagy más néven Központi-fennsík egyike Svájc három nagy tájegységének, a Jura és a svájci Alpok között. Svájc területének 30%-át fedi le.
Területe részben sík, részben hegyes, melyek magassága 400 és 700 méter között váltakozik.
Ez a táj a legnépesebb terület Svájcban, jelentős a gazdasága és fontos szállítási útvonalak mennek keresztül a régión.

## Földrajz
Északnyugaton a fennsík határa a Jura-hegység. Délen nincs éles határa az Alpokkal.
Geográfiailag a svájci-fennsík egy nagyobb medence része, mely átterjed Svájc határain. Délnyugaton Franciaország felé, a másik oldalon Németország és az osztrák Alpok felé folytatódik a fennsík.
Svájci területen a hossza közel 300 km, szélessége növekszik nyugatról kelet felé: a genfi régióban 30 km, berni régióban 50 km és kelet Svájcban közel 70 km.
A fennsík több kantont is magában foglal teljesen: Zürich, Thurgau és Genf. Nagyobb részt a következő kantonok is ide tartoznak: Lucerne, Aargau, Solothurn, Bern, Fribourg és Vaud. További kantonok kis része tartozik a fennsíkhoz: Neuchâtel, Zug, Schwyz, Sankt Gallen és Schaffhausen.

## Galéria

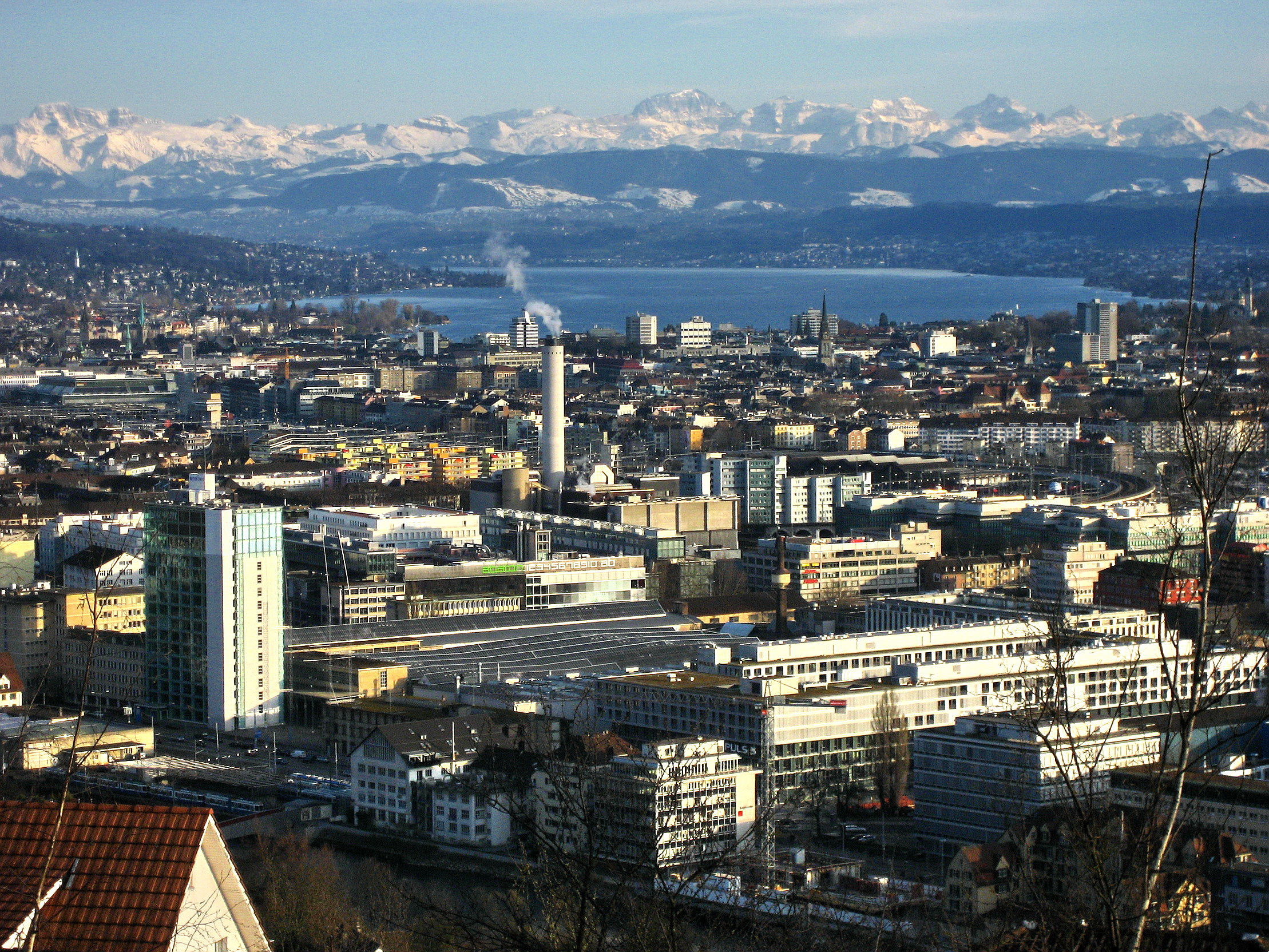
Wiadberg-Zürich
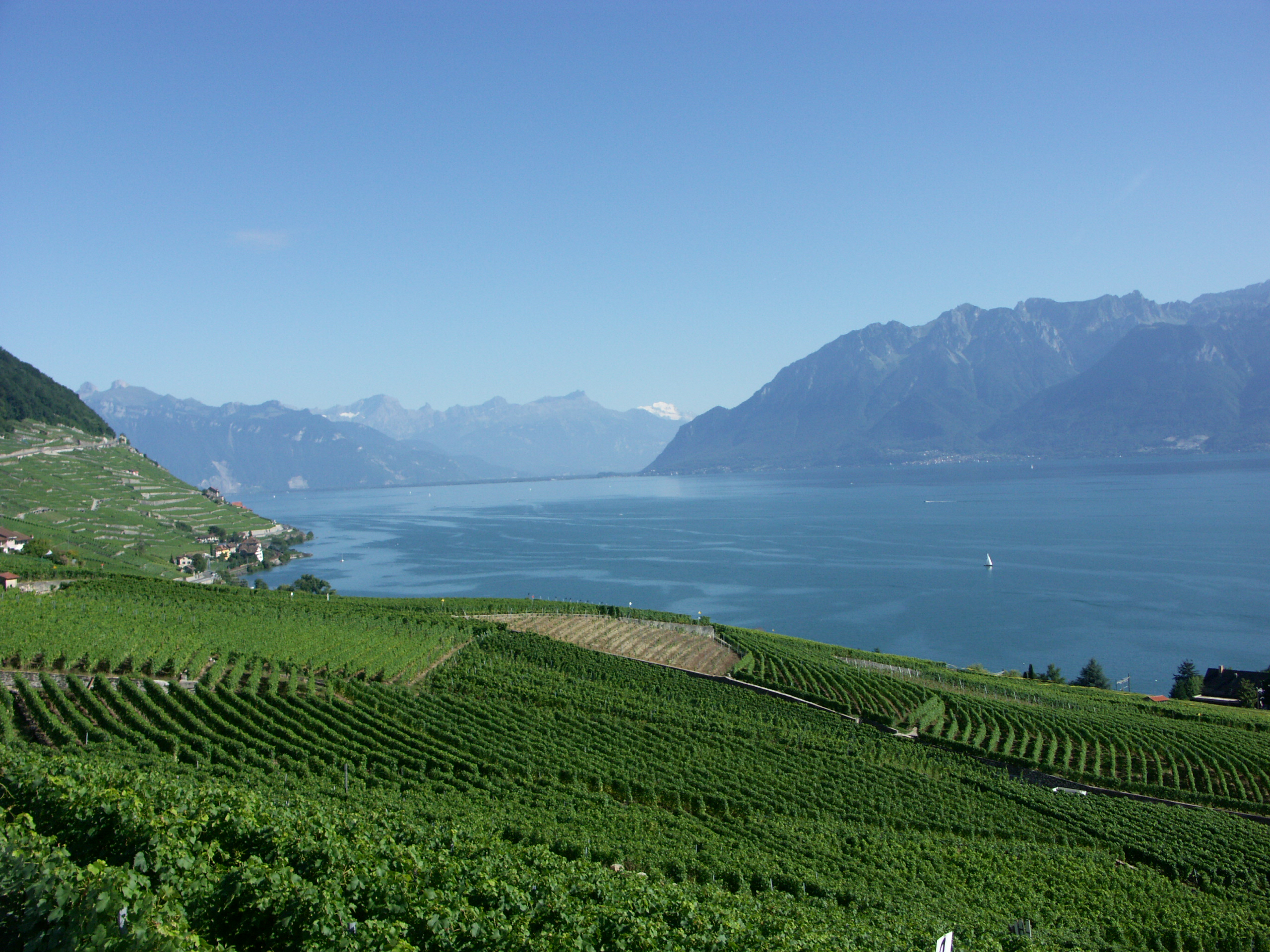
Lavaux a genfi-tónál